# 長野県道371号療養所上野線
長野県道371号療養所上野線（ながのけんどう371ごう りょうようじょうわのせん）は、長野県長野市上野二丁目の東長野病院と旧北国街道を結んでいた一般県道。2021年（令和3年）4月15日に廃止され、長野市に移管された。

## 概要

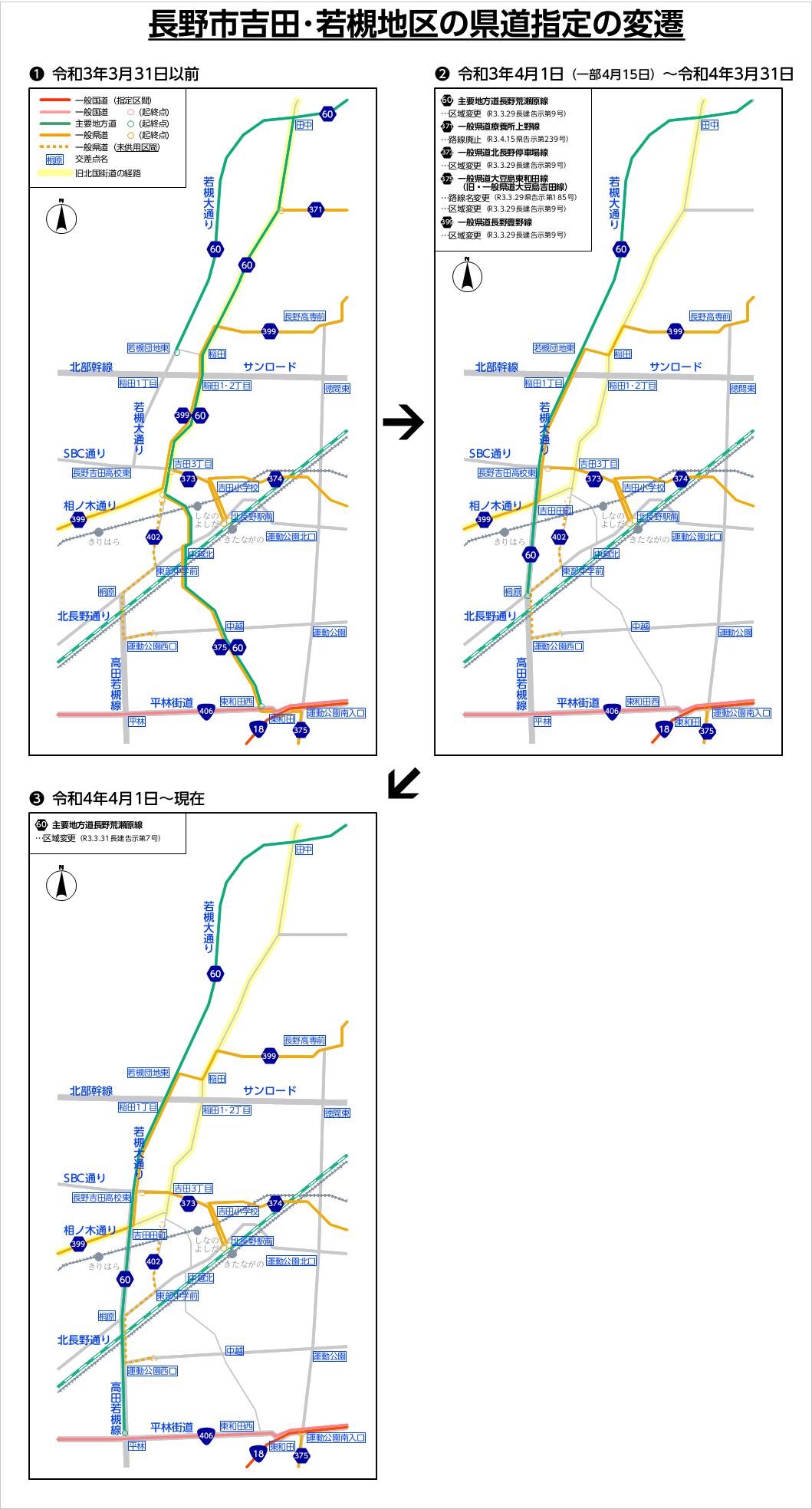
周辺県道路線の経路の変遷

長野市北部の高台に建つ東長野病院（旧国立長野療養所）と、旧北国街道（長野県道60号長野荒瀬原線旧道）とを結ぶ短い路線であった。起点側の病院名が改称されたのちも、路線名は認定当初のまま最後まで変更されなかった。
終点で接続していた長野県道60号長野荒瀬原線が、2021年（令和3年）4月1日に旧北国街道から1本西側の若槻大通りに区域が変更されたため、本路線は他の国道・県道と一切接続しない路線となった。その後、同年4月15日に本路線は廃止された。

### 路線データ
- 起点：国立長野療養所（現東長野病院・上野二丁目）
- 終点：長野県長野市大字上野（現上野一丁目）
- 延長：584m

## 通過する自治体
- 長野県
  - 長野市

## 接続路線
- 若槻局前バス停付近（長野市上野一丁目地籍＝終点）
  - 長野市道（旧北国街道＝旧長野県道60号長野荒瀬原線）

## 沿道
- 東長野病院
- 長野県若槻養護学校
- 清泉大学（上野キャンパス）・清清泉大学短期大学部
- 昭和の森公園
- 長野県長野養護学校
- 若槻郵便局